# 威廉·海因里希 (拿騷-薩爾布魯根)
威廉·海因里希（德語：Wilhelm Heinrich，1718年3月6日—1768年7月24日），拿騷-薩爾布魯根親王，1735年至1768年在位。

## 家庭
1742年，威廉·海因里希與埃爾巴赫的索菲·克莉絲汀（Sophie Christine zu Erbach）結婚，兩人共有1子2女：
1. 路德維希（1745年—1794年）
2. 安娜·卡羅琳（1751年—1824年）
3. 威廉明妮（1752年—1829年）